# William Loose
William Loose ou Bill Loose est un compositeur américain né le 5 juin 1910 à Michigan (États-Unis), décédé le 22 février 1991 à Burbank (Californie).

## Filmographie
- 1958 : The Texan (en) (série télévisée)
- 1958 : Au nom de la loi (série télévisée)
- 1959 : The Alphabet Conspiracy (TV)
- 1959 : Denis la petite peste ("Dennis the Menace") (série télévisée)
- 1959 : Les Incorruptibles ("The Untouchables") (série télévisée)
- 1960 : Alcatraz Express (TV)
- 1961 : Adèle ("Hazel") (série télévisée)
- 1961 : The Hathaways (série télévisée)
- 1962 : Shoot Out at Big Sag
- 1963 : Escape from Hell Island
- 1964 : The Devil's Bedroom
- 1964 : La Chatte au fouet (Kitten with a Whip)
- 1964 : Navajo Run
- 1965 : Love and Kisses
- 1966 : Tarzan ("Tarzan") (série télévisée)
- 1966 : The Hollywood Squares (série télévisée)
- 1967 : Tarzan and the Great River
- 1968 : Tarzan and the Four O'Clock Army
- 1968 : Tarzan and the Jungle Boy
- 1968 : Doris comédie ("The Doris Day Show") (série télévisée)
- 1969 : Joniko and the Kush Ta Ta
- 1969 : Dirkie
- 1970 : Cherry, Harry & Raquel!
- 1970 : Le Livre érotique de la jungle (en) (Trader Hornee)
- 1970 : Les Motos de la violence (The Rebel Rousers)
- 1972 : Stanley
- 1972 : The Big Bird Cage
- 1972 : La Vie intime du Dr. Jekyll (The Adult Version of Jekyll & Hide)
- 1973 : Black Snake (en)
- 1973 : Bummer
- 1974 : The Wrestler
- 1974 : Devil Times Five (en)
- 1974 : The Swinging Cheerleaders
- 1975 : The Grizzly & the Treasure
- 1975 : Supervixens
- 1975 : Johnny Firecloud
- 1976 : The Secret of Navajo Cave
- 1976 : MegaVixens (Up!)
- 1978 : The Lucifer Complex
- 1979 : The Alien Encounters
- 1979 : Mysterious Island of Beautiful Women (TV)
- 1981 : The Man Who Saw Tomorrow
- 1984 : Mystery Mansion
- 1987 : The Infinite Voyage (série télévisée)
- 1988 : Grotesque
- 1991 : Cats: Caressing the Tiger (TV)

## Distinctions

### Récompenses
- 1986 : CINE Competition The Infinite Voyage (1987)